# Flender Werke
La Flender Werke AG était une entreprise de construction navale allemande située à Lübeck.
Elle a été fondée en 1917 comme une branche de Brückenbau Flender AG de Benrath sur le Rhin. En 1926, elle devient une entreprise totalement indépendante et est renommée Lübecker Flenderwerke AG.
Ce chantier naval devient l'un des plus importants d'Allemagne, en construisant près de 700 navires au total.
Au cours de la Seconde Guerre mondiale, Flender Werke a construit deux U-Boote de type  II et quarante sous-marins de type  VII  pour la Kriegsmarine.
Après la guerre, les chantiers Flender Werke ont continué à construire des navires marchands ; en 1973, les chantiers sont rebaptisés Flender Werft AG. 
En 2002, l'entreprise, insolvable, dépose le bilan et ferme.

## Seconde Guerre mondiale
Pendant cette période, les chantiers Flender Werke ont construit :

### Unterseeboot(sous-marin)
| Type     | Bateaux        | Nbre | N° fabrique | Construction |
| -------- | -------------- | ---- | ----------- | ------------ |
| II B     | U-120 et U-121 | 2    | 268 et 269  | 1937 à 1940  |
| VII B    | U-83           | 1    | 291         | 1938 à 1941  |
| VII B    | U-84 à U-87    | 4    | 280 à 283   | 1939 à 1941  |
| VII C    | U-88 à U-92    | 5    | 292 à 296   | 1939 à 1942  |
| VII C    | U-301 à U-316  | 16   | 301 à 316   | 1940 à 1943  |
| VII C    | U-903 à U-904  | 2    | 329 à 330   | 1942 à 1943  |
| VII C/41 | U-317 à U-328  | 12   | 317 à 328   | 1942 à 1944  |

Le premier sous-marin lancé par les chantiers Flender Werke a été le U-120 le 16 mars 1940, et le dernier sous-marin a été le U-328 le 24 juin 1944. Il s'agit de sous-marins qui ont été effectivement mis en service dans la Kriegsmarine.
D'autres U-Boote ont été commandés, mais non réalisés, à la suite de l'annulation des commandes.
| Type     | Bateaux        | Nbre | N° fabrique | Commandé en | Annulé le       |
| -------- | -------------- | ---- | ----------- | ----------- | --------------- |
| VII C/41 | U-329 et U-330 | 2    | 349 et 350  | 1942        | 22 juillet 1944 |

## Après-guerre
Après la guerre, Flender-Werke a employé jusqu'à 4000 travailleurs dans les périodes de croissance économique des années 1950. 
Après la chute spectaculaire des commandes dans les années 1970, les chantiers ont supprimé des emplois pour atteindre six cents employés, pour ne construire que des navires porte-conteneurs et des rouliers de la classe Stuttgart express ou la classe Santa Cruz.

## Fermeture
Après quelques bonnes années au cours desquelles le nombre d'employés a augmenté de nouveau à 800.

La construction de deux ferries à grande vitesse pour la compagnie grecque Superfast Ferries lui fait subir de lourdes pertes financières, qui amène en 2002 Flender-Werke  à se mettre en faillite pour insolvabilité. Le dernier navire à être construit a été le Norröna (quille no 694) pour la compagnie Smyril Line basée sur les Îles Féroé.

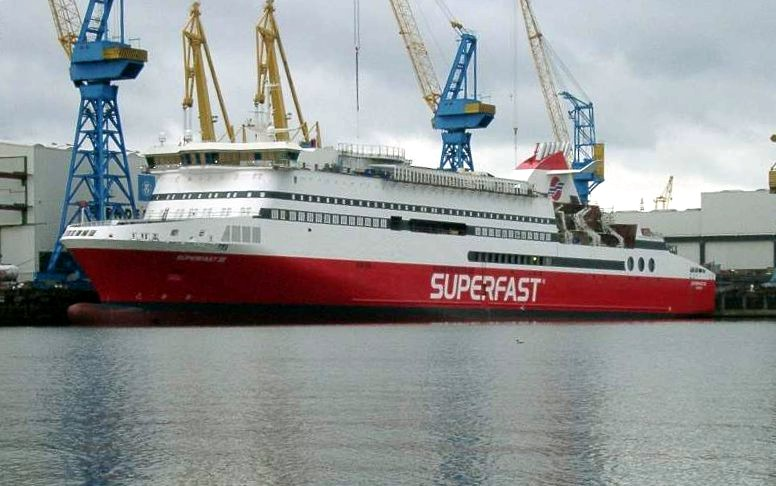
Le Superfast XI, peu avant son achèvement
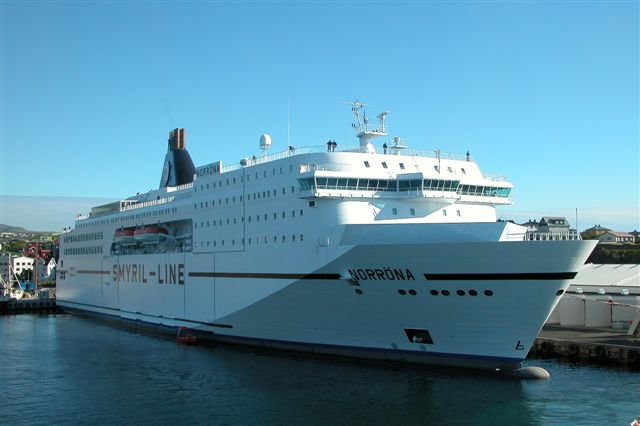
Le Norröna

## Sources
- (de) Cet article est partiellement ou en totalité issu de l’article de Wikipédia en allemand intitulé « Flender-Werke » (voir la liste des auteurs).